# George Ashlin
George Coppinger Ashlin (Little Island, 28 maggio 1837 – Killiney, 10 dicembre 1921) è stato un architetto irlandese, impegnato principalmente nella costruzione di chiese e cattedrali.

## Gli inizi
Ashlin nacque il 28 maggio 1837 a Little Island, nella Contea di Cork, in una casa nominata "Carrigrenane". Ricevette la sua prima educazione al Collège de St Servais, Liegi. Studiò successivamente, negli anni 1851-1855, al St. Mary's College, Oscott, strettamente collegato all'attività di Augustus Welby Northmore Pugin, dove approfondì i propri studi nel campo del disegno e della prospettiva, sviluppando un crescente interesse verso l'architettura. Nel periodo compreso tra gli anni 1856 e 1860 la sua attività è invece da associare alla figura di E.W. Pugin (di cui sposò la sorella Mary nel 1860). Nel 1858 riuscì ad entrare alla Royal Academy Schools di Londra.

## Carriera
Quando nel 1859 E.W. Pugin ricevette la commessa per la chiesa dei Santi Pietro e Paolo a Cork, questi nominò Ashlin proprio partner con responsabilità sui lavori irlandesi, ruolo che mantenne fino al 1870. Il loro operato fu in grandissima parte legato a temi ecclesiastici, mentre tra i pochi progetti a carattere privato è possibile ricordare la rimodellazione - avvenuta nel 1869 - del Castello di Enniscorthy per Isaac Newton Wallop, Quinto Conte di Portsmouth.
Operarono su circa 25 edifici religiosi. La chiesa agostiniana di Sant'Agostino e San Giovanni, in Thomas Street a Dublino (commissionata nel 1860 e inaugurata nel 1874) - disegnata secondo uno stile influenzato dall'architettura francese - è uno dei loro progetti di maggior successo. Il sito digrada verso il fiume, cosicché mentre l'ingresso della chiesa si trova a livello strada, la navata ed il coro risultano considerevolmente sopraelevati rispetto alle strade che li circondano: l'effetto, di per sé già drammatico, è amplificato dall'altissima guglia.
Le loro chiese di campagna, principalmente nelle contee di Wexford, Cork e Kerry, sono più semplici, con chiare piante a croce latina, buona qualità nella lavorazione delle pietre e semplici campanili. La chiesa costruita a Lady's Island, nella contea di Wexford, è attigua alla parrocchia di Tagoat, la cui chiesa era stata progettata da Augustus Welby Pugin nel 1846.
Su tutte, la più importante opera affidata in Irlanda a Pugine Ashlin fu la costruzione della Cattedrale di San Colman a Cobh (1869-1919), che incarnò la realizzazione dell'ideale chiesa gotica proposta da Adolphe Napoleon Didron all'interno dei suoi Annales Archéologique. 
La collaborazione si interruppe nel 1870, e Ashlin esercitò la professione in proprio. In quest'ultima fase continuò a progettare numerose chiese, tra cui la Chiesa Domenicana di Santa Maria Maddalena a Drogheda.

## Lista delle opere
- Adelaide Memorial Church, Myshall,
- Santi Pietro e Paolo, Cork[2],
- Santa Trinità, Cork[3],
- St. Finbar's West, Cork,
- Convento del Buon Pastore, Cork,
- Clonmeen, Banteer,
- Loreto and Presentations Convents, Fermoy
- AIB Midleton,
- Convento della Pietà, Skibbereen,
- Santa Maria degli Angeli, Dublino,
- Convent School, Portland Row, Dublino,
- Chiesa delle Carmelitane, Aungier St. Dublino,
- 28 Fitzwilliam Pl., Dublino,
- St. Audoen's, Dublino,
- Santi Agostino e Giovanni, Dublino,
- 7, Westmoreland St., Dublino,
- Belcamp Hall,
- Castleknock College[4]
- Convento Dominicano, Cabra
- St. Anne's, Clontarf,
- All Hallow's, Drumcondra,
- Redemptoristine Convent, Drumcondra,
- St. Patrick's Training College,
- Cimitero Glasnevin,
- St. Joseph's Phibsborough,
- Ospedale Mentale, Portrane,
- C of I Raheny,
- Blackrock College, Dublino,
- Mount Anville,
- St. George's, Killiney,
- Monastero Dominicano, Tallaght,
- Tulira Castle,
- Ashford Castle[5],
- Clongowes Woods,
- St. Patrick's College, Maynooth,
- St Kieran's College, Kilkenny,
- Chiesa della Presentazione, Limerick,
- Chiesa del Redentore, Dundalk,
- Netterville Almshouses,
- Convento della Pietà, Birr,
- Rockwell College, Cashel,
- Mooresfort,
- Convento della Pietà, Tipperary,
- Clonyn Castle,
- Mausoleo di Greville Nugent.

## Cattedrali Cattoliche
- Cattedrale di San Patrizio, Armagh,
- Cattedrale di San Colman, Cobh,
- Cattedrale di Skibbereen,
- Cattedrale di Newry,[6]
- Cattedrale di Killarney,
- Cattedrale di Derry,[7]
- Cattedrale di Longford, St. Mel[8]
- Cattedrale di Thurles,

## Chiese Cattoliche
- Chiesa cattolica di Kileavey,
- Chiesa cattolica di Kilrush,
- Chiesa cattolica di San Patrizio,
- Chiesa cattolica di Ballyhooly,
- Chiesa cattolica di Fermoy,
- Chiesa cattolica di Mallow,
- Chiesa cattolica di Midleton,
- Chiesa cattolica di Clonakilty. È riconosciuta come uno degli esempi maggiormente riusciti dell'abilità di Ashlin come architetto ecclesiastico. Costruita secondo lo stile Gotico francese degli inizi, è costituita da navata principale,  navate laterali, transetti, due cappelle e un battistero,
- Chiesa cattolica di Monkstown,
- Chiesa cattolica di Carrick,
- Chiesa cattolica di Balbriggan,
- Chiesa cattolica di Rush,
- Chiesa cattolica di Ballybrack,
- Chiesa cattolica di Dundrum,
- Chiesa cattolica di Inchicore,
- Chiesa cattolica di Rathfarnam,
- Chiesa cattolica di Brosna,
- Chiesa cattolica di Cahirciveen,
- Chiesa cattolica di Tralee,
- Chiesa cattolica di Ballingarry,
- Chiesa cattolica di Kilfinane,
- Chiesa cattolica di Kilmallock,
- Chiesa cattolica di Edgeworthstown,
- Chiesa cattolica di Dundalk,
- Chiesa cattolica di Carrig-on-Suir,
- Chiesa cattolica di Emly,
- Chiesa cattolica dei Santi Pietro e Paolo, Clonmel,
- Chiesa cattolica di Lattin,
- Chiesa cattolica di Nenagh,
- Chiesa cattolica di Templemore,
- Chiesa cattolica di Templetouhy,
- Chiesa cattolica di Clonlea,
- Chiesa dell'Assunzione, Delvin,
- Chiesa di St. Livinus, Killulagh,
- Chiesa cattolica di Balloughter,
- Chiesa cattolica di Ballymurn,
- Chiesa dominicana di Newry,
- Chiesa dominicana di Tralee,
- Chiesa dominicana di Drogheda,
- Chiesa dominicana di Dundalk,
- Mausoleo di Monivea,
- Palazzo Vescovile, Killarney,
- Cappella Costello,
- Rathangan.